# 內爆音
內爆音(英語：implosive)，也称內破音，是通過喉部内吸和肺部外呼的混合氣流機制產生的塞音或塞擦音。發音時，聲門向下壓迫出肺部空氣而控制氣流。因此，它跟純粹的送氣喉輔音不同，內爆音像所有濁輔音那樣因發聲而有所改變。世界上大約有13%的語言具有內爆音。
在國際音標裡，內爆音用濁塞輔音的符號在頂部加彎曲小勾表示：[ɓ ɗ ʄ ɠ ʛ]。

## 發音
在發塞音時, 把聲門向下拉會減少在聲道裏的空氣。然後，該塞音會釋放出。 这在有闭塞音的语言中尤其明显，在流出下一个元音时空气“进入”口腔(如"implosive"（闭塞音）一词) 然而和其他肺爆破音相比没有气流，例如Kru languages等语言。
絕大部份內爆輔音都是濁輔音，因此聲門只半閉合。因為發聲所需要的氣流降低了口腔的真空度，內爆音儘可能最早地產生大口腔空穴。因此雙唇音[ɓ]是發聲最早的內爆音，也是世界上最為普通常見的內爆音；另一方面，軟顎音[ɠ]就很少見，小舌音[ʛ]更加少見。這跟送氣輔音剛好相反。送氣輔音中軟顎音最為常見，雙唇音較少。

## 內爆音的種類
已被證明存在的內爆音有：
- 濁雙唇內爆音 [ɓ]
- 濁齒內爆音 [ɗ̪ ]
- 濁齒齦內爆音 [ɗ ]
- 濁卷舌內爆音 [ᶑ ]（非標準IPA）
- 濁硬顎內爆音 [ ʄ ]
- 濁軟顎內爆音 [ɠ ]
- 濁小舌內爆音 [ʛ ]

內爆塞擦音和摩擦音非常不常見。例如安哥拉和納米比亞的Kung-ekoka語和Hendo語（一種班圖語）中就有內爆塞擦音。有幾種中部蘇丹語，例如Mangbetu語，具有唇齒摩擦內爆音，這個音「強烈內爆，下唇被氣流短暫地向口腔內拉入」。

### 清內爆音
各種被叫做「清內爆音」、「聲門閉合型內爆音」或者「倒送氣音」的輔音涉及與內爆音不同的氣流原理，即純聲門吸音。這些音聲門閉合，所以不可能有肺部氣流。國際音標曾經專門使用符號<ƥ ƭ ƈ ƙ ʠ>來表示這些音，但於1993年取消。現在它們用符號<ɓ̥ ɗ̥ ʄ̊ ɠ̊ ʛ̊>來表示，偶爾也記作<pʼ↓ tʼ↓ cʼ↓ kʼ↓>。有些人使用上標的“<”： p˂ t˂ c˂ k˂ ，但這些符號另有用途，不是國際音標的符號。

## 具有內爆音的語言
撒哈拉地區的非洲語言裡內爆音相當常見；東南亞地區的各種語言廣泛存在內爆音；亞馬逊盆地的部分語言也有內爆音。其他地區的語言很少報道有這類音，但是個別某些零散分佈的語言，如北美州的瑪雅語系各語言、印度南亞次大陸的信德語，也存在內爆音。歐洲、澳洲的語言幾乎完全不存在內爆音。不過，全濁塞音通常會有輕微的內爆現象，儘管通常因為缺乏形態上的濁爆破音對比而沒有詳細的描述。這種現象在世界上很普遍，從邁都語到泰語，還有班圖語支的各種語言，包括斯瓦希里語，都有這種現象。
信德語具有少見的大量對立的內爆音，包括[ɓ ᶑ ʄ ɠ]。儘管信德語的爆破音[b d ɖ ɟ ɡ]具有齒音與捲舌音的區別，但這種差別在內爆音中會被掩蓋中和而喪失。印度尼西亞弗洛勒斯島的壓夏語（Ngadha language）具有構成對立的捲舌內爆音[ᶑ]。
中國南方的侗台語族諸語言，如壯語、臨高語、黎語，苗瑤語族的苗語，部分吳语（集中於浙南和上海郊區）、部分粵語（勾漏片等）、閩語海南話，以及越南語都具有內爆音。